# Sedlec (přírodní rezervace)
Sedlec je přírodní rezervace v Doupovských horách západně od města Mašťov v okrese Chomutov. Důvodem ochrany území je zachování původním stanovištím blízkých mokřadních společenstev s výskytem řady chráněných druhů rostlin a živočichů. Tato stanoviště jsou tvořena vodní plochou rybníka Sedlec, zaplavenými a zaplavovanými pobřežními společenstvy vysokých ostřic a podmáčenými lučními porosty. Území je cenné z hlediska zachování mizejících stanovišť.

## Historie
Ve druhé polovině osmnáctého století se v prostoru Sedleckého rybníka nacházel rybník Gros Tzedlitz Teich. Během dalšího století zanikl a na jeho místě byla v letech 1978–1983 vybudována vodní nádrž, určená k zásobování závlahového systému v okolí Račetic. Na severním břehu stojí rybářská bašta, kterou postavilo račetické JZD Nástup v roce 1987.
Chráněné území poprvé vyhlásil okresní úřad v Chomutově dne 11. prosince 1996. Podruhé byla přírodní rezervace vyhlášena Krajským úřadem Ústeckého kraje dne 9. července 2010. V Ústředním seznamu ochrany přírody je evidována pod číslem 1848 a spravuje ji Krajský úřad Ústeckého kraje. Od 31. prosince 2004 je součástí ptačí oblasti Doupovské hory (631,17 km²) a od 5. března 2008 také evropsky významné lokality Doupovské hory, jejíž rozloha je 125,85 km².

## Přírodní poměry
Přírodní rezervace s rozlohou 63,4307 hektarů se nachází v Doupovských horách v nadmořské výšce 420–451 metrů. Kromě vodní plochy patří k cenným společenstvům mokřadní stanoviště podél dvou třetin obvodu rybníka, na ně navazující podmáčené louky a mezofilní louky v západní a jihovýchodní části území. Odlišným typem vegetace je luh podél koryta Dubá I.

### Abiotické faktory
V geologickém podloží převládají třetihorní vulkanoklastika bazaltových hornin překrytá čtvrtohorními sedimenty. Na zvětralinách čedičů se vyvinul úrodný půdní typ kambizem eutrofní, která v podmáčených částech přechází v oglejené půdy. V geomorfologickém členění Česka leží lokalita v Doupovských horách, konkrétně v okrsku Rohozecká vrchovina. V rámci Quittovy klasifikace podnebí se chráněné území nachází v mírně teplé oblasti MT7, pro kterou jsou typické průměrné teploty −2 až −3 °C v lednu a 16–17 °C v červenci. Roční úhrn srážek dosahuje 650–750 milimetrů.

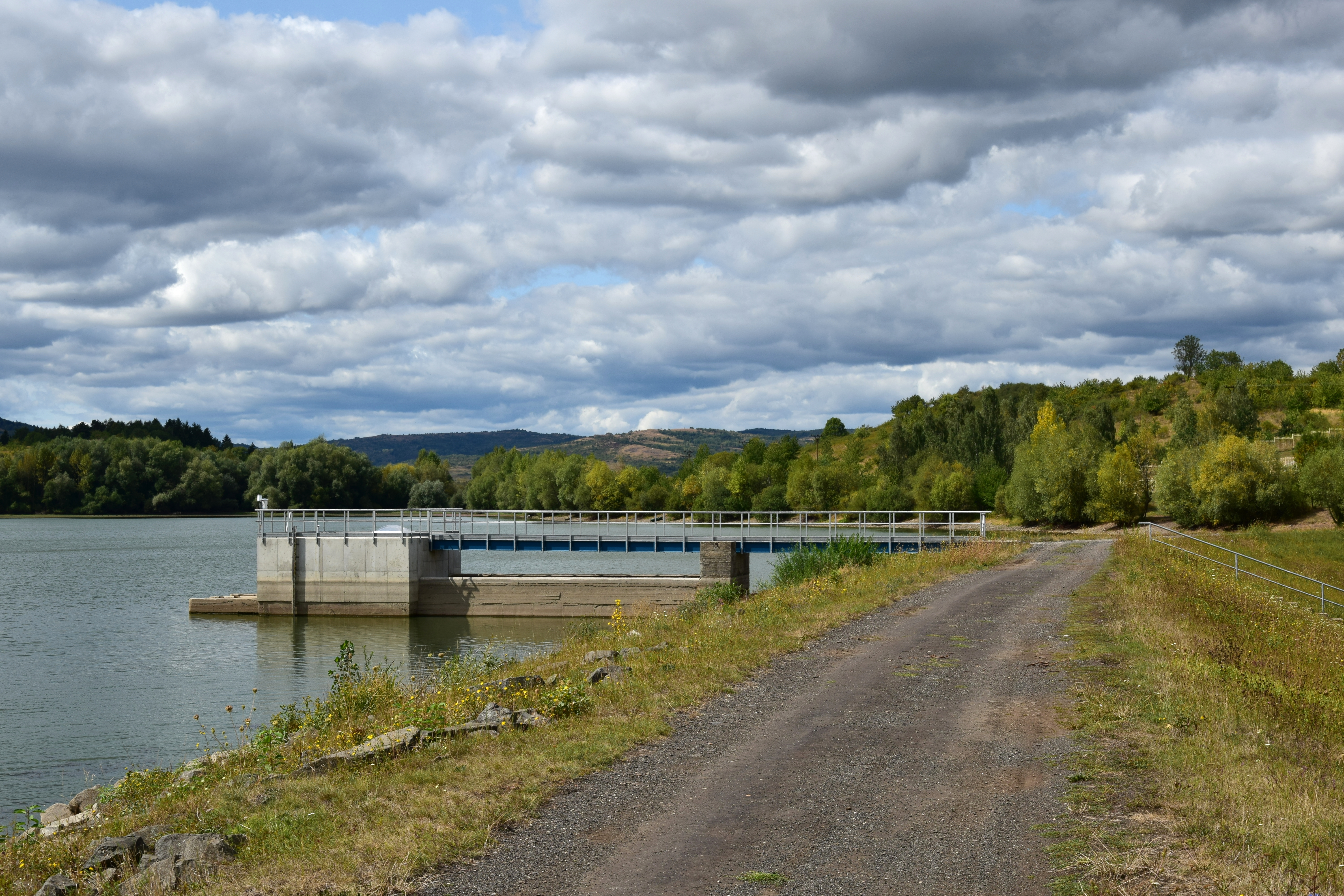
Hráz vodní nádrže

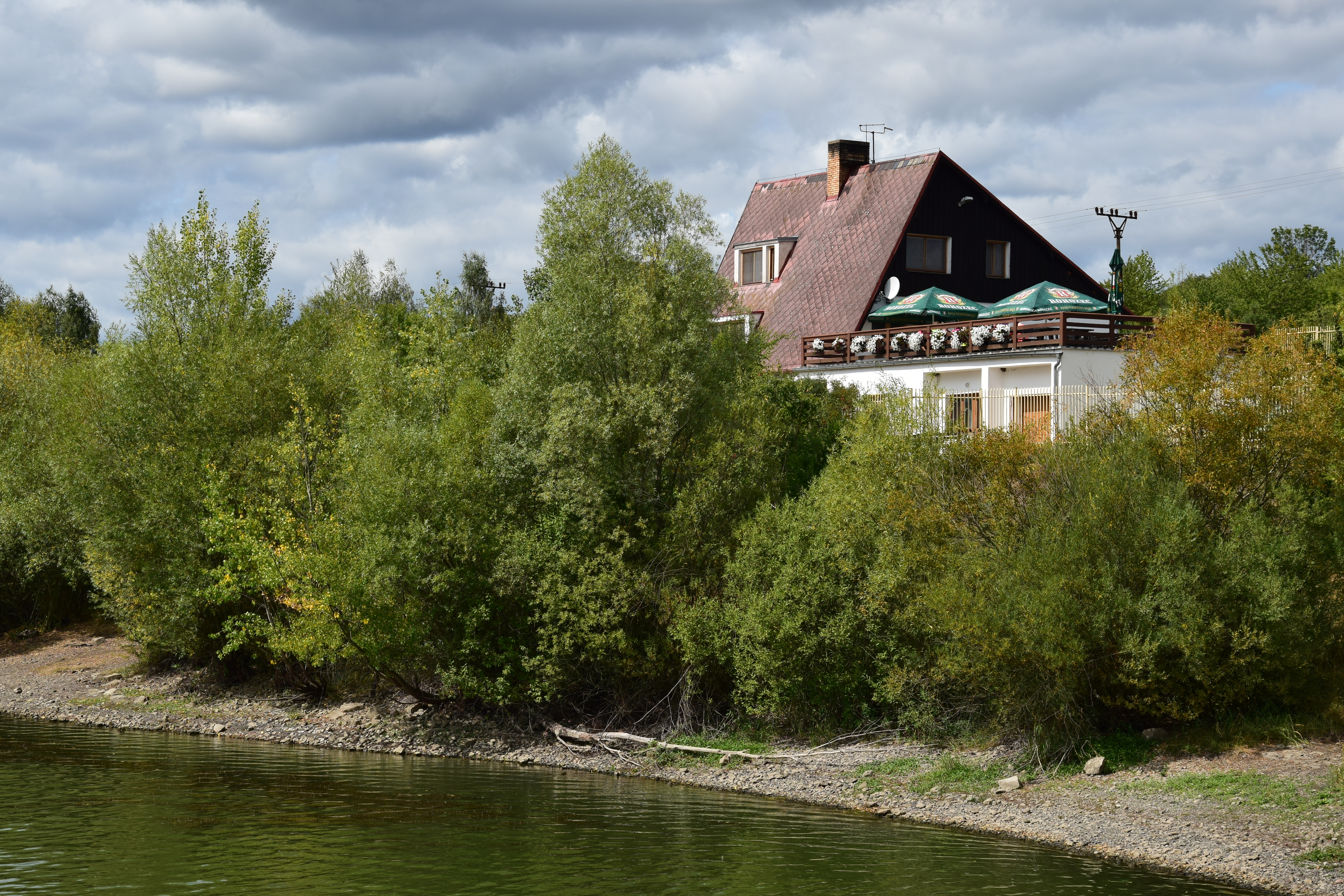
Rybářská bašta na severním břehu nádrže

Jádrem chráněného území je vodní nádrž napájená potokem Dubá. Rozloha vodní plochy se podle naplnění pohybuje od jedenácti do 32 hektarů. Při úplném naplnění je průměrná hloubka 2,5 metru a maximální hloubka 6,5 metru. Na vodní plochu navazuje pobřežní pásmo s rozlohou přibližně pěti hektarů. Samotná Dubá se v nejjižnější částí rezervace dělí na koryta Dubá I a Dubá II, z nichž první se vlévá do Liboce, zatímco Dubá II odvádí vodu do Lesky.

### Flóra
Z hlediska výskytu rostlin jsou cenná zejména mokřadní stanoviště se zaplavovanými porosty ostřic a podmáčené pcháčové a tužebníkové louky. Mezi významné druhy na lokalitě patří ostřice odchylná (Carex appropinquata), svízel moravský (Galium valdepilosum), blatěnka vodní (Limosella aquatica), prvosenka jarní šedavá (Primula veris subsp. canescens) a šťovík úzkolistý (Rumex stenophyllus). Vzácně se vyskytuje také ohrožený upolín nejvyšší (Trollius altissimus) a prstnatec májový (Dactylorhiza majalis).
V sušších místech se vyskytuje hrachor chlupatý (Lathyrus hirsutus), hrachor trávolistý (Lathyrus nissolia), šklebivec přímý (Misopates orontium), ovsiřík štíhlý (Ventenata dubia), řebříček panonský (Achillea pannonica), pcháč bělohlavý (Cirsium eriophorum), trýzel škardolistý (Erysimum crepidifolium), černýš rolní (Melampyrum arvense) a rozrazil rozprostřený (Veronica prostrata). Na hranicích se obdělávanými poli rostou plevele hlaváček letní (Adonis aestivalis) a pryskyřník rolní (Ranunculus arvensis).

### Fauna
Rybník Sedlec patří k významným lokalitám s výskytem obojživelníků, z nichž zde žije kuňka obecná (Bombina bombina), rosnička zelená (Hyla arborea), čolek velký (Triturus cristatus) a kriticky ohrožený skokan skřehotavý (Pelophylax ridibundus).
Rezervace má také význam z ornitologického hlediska. Zaznamenán byl výskyt řady ohrožených druhů, z nichž některé v chráněném území hnízdí a jiné do něj pouze zaletují. Z kriticky ohrožených druhů byl pozorován luňák červený (Milvus milvus), orel mořský (Haliaeetus albicilla) a orlovec říční (Pandion haliaetus). Mezi silně ohrožené patří bekasina otavní (Gallinago gallinago), čáp černý (Ciconia nigra), čáp bílý (Ciconia ciconia), čírka modrá (Anas querquedula), chřástal polní (Crex crex), ledňáček říční (Alcedo atthis), lžičák pestrý (Anas clypeata), vodouš kropenatý (Tringa ochropus) a volavka bílá (Ardea alba). Ohrožené druhy jsou zastoupeny čírkou obecnou (Anas crecca) a potápkou černokrkou (Podiceps nigricollis).

## Využití
Okolní krajinu využívá Myslivecké sdružení Mašťov, ale na území rezervace platí zákaz lovu pernaté zvěře. Přikrmování zvěře způsobuje její zvýšenou koncentraci a zejména prase divoké (Sus scrofa) se významně podílí na ničení hnízd ptáků. Rybáři na rybníku provozují pouze sportovní rybolov, ale nedodržováním vymezených míst narušují, spolu s tábořením na nepovolených místech, stanoviště ohrožených druhů. Negativní vliv by mělo také využívání rybníku k intenzivnímu chovu ryb.

## Přístup
V blízkosti jižního a západního okraje chráněného území vede silnice III. třídy z Mašťova do Vojnína. V místech, kde se na ni napojuje silnice III/22421, odbočuje účelová komunikace, která vede chráněným územím podél severního břehu rybníka k rybářské baště a rybniční hrázi. Okolím nevede žádná turistická trasa ani cyklotrasa.